# Goffredo Coppola
Goffredo Coppola (Guardia Sanframondi, 21 settembre 1898 – Dongo, 28 aprile 1945) è stato un filologo classico, saggista, politico e giornalista italiano.

## Biografia
Figlio di Pietro Coppola e Maria Ricca, studiò dapprima a Benevento e poi a Napoli. Ancora giovanissimo, fu costretto a sospendere gli studi per combattere nella prima guerra mondiale, in cui si distinse per valore, tanto da essere pluridecorato. Si laureò quindi, al termine del conflitto, in Lettere classiche all'Università degli Studi di Napoli Federico II, sotto la guida del grecista Alessandro Olivieri (22 luglio 1920). Grazie ad una borsa di studio, lasciò la Campania per trasferirsi a Firenze, presso la Scuola papirologica fiorentina, ove fu allievo del filologo e papirologo Girolamo Vitelli, suo conterraneo, e collega di Medea Norsa, dedicandosi allo studio dei papiri greci.
Il fratello Mario restò invece a Benevento, ove fu giornalista e capo della Federazione Stampa del PNF. Avviatosi alla carriera universitaria, Coppola esercitò il suo magistero di letteratura greca, dal 1929, a Cagliari (ove insegnò altresì lingua tedesca), e, dal 1932, presso l'Università di Bologna, in cui, nei suoi ultimi anni, tenne corsi anche di letteratura latina. Grazie alle sue qualità di studioso, ottenne la stima del mondo accademico italiano, e specialmente dei futuri colleghi bolognesi, in particolare per i suoi studi callimachei, che gli valsero l'incarico nel rinomato ateneo petroniano.
Tra i suoi estimatori e amici, infatti, si annoverano — oltre al maestro Vitelli — il rettore dell'università bolognese Alessandro Ghigi, l'archeologo Pericle Ducati, il giurista Felice Battaglia, Giuseppe Bottai, Carlo Alberto Biggini e lo stesso Benito Mussolini. Nel 1935 fece domanda per partire quale volontario per la campagna militare abissina, ma Bottai rifiutò la sua richiesta a causa dell'importante ruolo accademico e intellettuale di Coppola, tanto che, nel 1937, lo inviò assieme a Ghigi, in quanto rappresentante dell'Università di Bologna, ai festeggiamenti del centenario dell'Università di Atene.
Coppola riuscì nondimeno a partecipare alla spedizione bellica contro la Francia nel 1940, nella quale occasione maturò l'idea di redigere il suo Epicuro. Collaborò, inoltre, a testate giornalistiche di rilevanza nazionale, tra cui «Il Popolo d'Italia», il mensile mussoliniano «Gerarchia», «Pegaso» e «Pan» di Ugo Ojetti e «Civiltà Fascista». Con lo pseudonimo Utinam, e poi col suo nome, si impegnò a lungo nel dibattito — talvolta polemico — incentrato sull'applicazione della nuova riforma scolastica.
Di sentimenti fascisti sin dalla Marcia su Roma, quantunque avesse privilegiato lo studio alla politica, verso la fine degli anni trenta fu invece sempre più impegnato politicamente, sostenendo l'operato politico e culturale del regime fascista, e indulgendo talvolta anche a toni violentemente antigiudaici, sebbene non avesse firmato il Manifesto della razza. La sua attività pubblicistica marcatamente fascista, inoltre, gli procurerà critiche da parte di alcuni accademici afascisti o antifascisti. L'impegno politico divenne primario soprattutto negli anni della Repubblica Sociale Italiana, in veste di prorettore e poi rettore dell'Università di Bologna (dal 18 dicembre 1943) e di presidente dell'Istituto Nazionale di Cultura Fascista (dal 1º marzo 1944, succedendo al filosofo Giovanni Gentile, da poco assassinato dai GAP partigiani).
Tale impegno si rinsaldò per i costanti contatti con il comando tedesco in Italia: un documento del 1944 lo cita come «collaboratore» (Mitarbeiter) del capo dei servizi di sicurezza in Italia (Sicherheitsdienst Italien). Trovatosi al seguito di Benito Mussolini e altri gerarchi a Dongo, venne qui fucilato dai partigiani e il suo corpo esposto a Piazzale Loreto a Milano.
Goffredo Coppola venne sepolto assieme a vari gerarchi nel Cimitero Maggiore di Milano; esumato, i suoi resti vennero traslati al Cimitero monumentale della Certosa di Bologna.

## Giudizi
Per lunghi anni dimenticato dalla cultura italiana a causa dell'impegno politico-culturale a favore del regime fascista, Coppola è stato recentemente riscoperto grazie agli studi di Gian Paolo Brizzi, a ricerche e studi condotti da ricercatori presso l'Università di Bologna (Enzo Degani e Federico Cinti), alla biografia Goffredo Coppola: un intellettuale del fascismo fucilato a Dongo (Milano, Mursia, 2005) di Andrea Jelardi.
Successivamente, Luciano Canfora, filologo classico a Bari, ha ricostruito, sulla base di materiale documentario in parte inedito, le fasi cruciali della biografia di Coppola (Il papiro di Dongo) e ne ha ulteriormente rivalutato e messo in luce l'attività di filologo e di papirologo. Su quest'ultimo aspetto, infine, ha gettato nuova luce il saggio di Vanna Maraglino, Scritti Papirologici e Filologici, incentrato sull'attività di Coppola come divulgatore delle nuove acquisizioni della filologia e papirologia italiana sui principali quotidiani nazionali.

## Opere
- Polis: manuale di istituzioni pubbliche e private della Grecia, Vallecchi, Firenze 1924.
- Introduzione a Pindaro, L'Universale, Roma 1931.
- Il prologo degli aitia ed il commento di Epaphroditos, Zanichelli, Bologna 1933.
- Archiloco nei giambi di Callimaco, Zanichelli, Bologna 1934.
- Documenti del cristianesimo primitivo, Zanichelli, Bologna 1935.
- Cirene e il nuovo Callimaco, Zanichelli, Bologna 1935.
- Cimossa carducciana, Zanichelli, Bologna 1935.
- Il teatro di Aristofane, Zanichelli, Bologna 1936 (incompiuta).
- L'erede di Cesare, Zanichelli, Bologna 1938.
- Menandro. Le commedie, Chiantore, Torino 1938 (1ª ed.: 1927).
- ... con la testa sullo zaino, Cappelli, Bologna 1939.
- Letteratura latina, Cappelli, Bologna 1940.
- Dimidiatus Menander, Zanichelli, Bologna 1940.
- Augusto, Utet, Torino 1941.
- Gaio Lucilio cavaliere e poeta, Zanichelli, Bologna 1941.
- Vita di Epicuro, Garzanti, Milano 1942.
- Teatro di Terenzio, Poligrafici «Il resto del carlino», Bologna 1942.
- La critica neotestamentaria di Erasmo da Rotterdam, Zanichelli, Bologna 1943.
- Trenta denari, Civiltà fascista, Brescia 1944.
- Teofrasto. I Caratteri, Mondadori, Milano 1945.
- Teofrasto. I Caratteri. Edizioni di Ar, Padova
- La politica religiosa di Giuliano l'Apostata, Edizioni di Ar, Padova, 2006.
- La politica religiosa di Giuliano l'Apostata, a cura di Arcangela Tedeschi, Edizioni di Pagina, Bari 2007.